# Desoutter Aircraft
Desoutter Aircraft Company var en brittisk flygplanstillverkare, grundat i december 1928 av Marcel Desoutter för att licenstillverka Koolhoven flygplan. Företaget etablerades i en Aircraft Disposals Company (ADC)s tidigare lokaler vid Croydon airport efter att Marcel Desoutter fått licens att tillverka det populära klubbflygplanet Koolhoven FK.41. 
Flygplanet marknasfördes först under namnet Dolphin, senare ändrades namnet till Desoutter. Efter att man utfört modifieringar och vidareutveckling kom typen att förses med suffixen mark I och mark II. Totalt tillverkades 41 flygplan vid Desoutter Aircraft. Flera flygplan exporterades och med vidareexport kom flygplanen att spridas till 14 länder.
Verksamheten lades ned 1932 sedan den största kunden, National Flying Services, gått i konkurs.

## Flygplan tillverkade vid Desoutter
- 28 stycken Desoutter Mk.I Dolphin
- 13 stycken Desoutter Mk.II Sports Coupé